# فهرست ورزش‌های آبی
تعداد زیادی از ورزش‌ها در داخل یا وابسته به آب انجام می‌شوند، در زیر فهرستی از ورزش‌های آبی به صورت طبقه‌بندی شده ذکر شده‌است.

## در آب
- ورزش شنا
- شیرجه
- پنج‌گانه مدرن شامل شمشیربازی اپه، تیراندازی با تپانچه، شنا، پرش با اسب و سوارکاری، و دو کراس کانتری
- شنا نجات
- غواصی سطحی
- شیرجه
- شنای موزون
- ورزش سه‌گانه، شامل شنا، دوچرخه‌سواری و دو
- وابوبا
- ایروبیک آبی
- واترپلو

## روی آب
- اسکی با پای‌برهنه
- قایقرانی
- قایقرانی رقابتی
- بادی‌بوردینگ
- کابل اسکی
- قایق‌رانی کانو
- کانوپولو
- دراگون بوت
- ماهی‌گیری
- فلای بوردینگ
- جت اسکی
- قایق‌رانی کایاک
- کایت‌بوردینگ
- کایت‌سورفینگ
- پاراسیلینگ
- رودگردی
- روئینگ
- قایق‌رانی بادبانی
- قایق‌رانی با قایق باله‌دار
- اسکیم‌بوردینگ
- اسکورفینگ
- موج‌سواری با پارو
- موج‌سواری
- ویک‌بوردینگ
- ویک‌اسکاتینگ
- ویک‌سورفینگ
- اسکی روی آب
- رودگردی
- بادسواری
- یاتینگ

## در زیر آب

### غواصی تفریحی
- غواصی غار
- غواصی عمیق
- غواصی آزاد
- غواصی یخ
- ماهی‌گیری با نیزه
- باستان‌شناسی زیر آب
- عکاسی زیر آب
- ویدئوگرافی زیر آب

### ورزش‌های زیر آب
- کشتی زیر آب
- Finswimming
- غواصی آزاد
- غواصی (ورزش)
- ماهی‌گیری با نیزه
- فوتبال زیر آب
- هاکی زیر آب
- هاکی روی یخ زیر آب
- جهت‌یابی زیر آب
- عکاسی زیر آب (ورزش)
- راگبی زیر آب
- تیراندازی زیر آب
- فوتبال زیرآب